# Sentry Hill
Sentry Hill (340 m n. m.) je kopec na ostrově Svatý Martin v souostroví Malé Antily v severovýchodní části Karibiku. Nachází se severozápadně od města Cul de Sac. Jedná se o nejvyšší vrchol jižní nizozemské části ostrova (konstituční země Sint Maarten). Nejvyšší bod nizozemské části však leží na hřebeni, který vybíhá jihozápadním směrem z hory Flagstaff. Vrchol hory se ovšem nachází již na francouzském území (zámořské společenství Saint-Martin).